# Cantón Pichincha
Pichincha es un cantón de la Provincia de Manabí, está ubicado en el extremo oriental de Manabí, bañado por las aguas del Río Daule, cuyos márgenes son la línea divisoria de esta provincia con Guayas.

## División política
Tiene una parroquia urbana o cabecera cantonal, y dos parroquias rurales. Su alcalde es Leodan Intriago Sánchez.  

### Parroquias urbanas
- Pichincha

### Parroquias rurales
- San Sebastián
- Barraganete

## Historia

### Orígenes y parroquialización
En las décadas de 1930 y 1940, el sacerdote Luis María Pinto realizó expediciones en la región, acompañando a quienes se dedicaban a la explotación del caucho y celebrando misas en diversos sectores. Durante este período, existía un pequeño asentamiento de pobladores provenientes de Calceta, asentado en la desembocadura del estero Solano. El sacerdote Pinto, junto con el señor Simón Velásquez, oriundo de Calceta, promovieron la idea de crear un nuevo pueblo río arriba, en una llanura conocida como "Las Corrientes de Germud". El 30 de noviembre, en este nuevo asentamiento, se celebraron festividades en honor a San Andrés, consagrándolo como el santo patrono de Germud. Con el tiempo, más personas de Calceta se establecieron en la zona, gracias a que el señor Pedro Cedeño, quien había adquirido las tierras, regalaba parcelas para fomentar el asentamiento. Así se consolidó la formación del pueblo de Germud.
Sin embargo, la jurisdicción del territorio fue motivo de disputa entre las provincias de Manabí y Guayas, especialmente con el cantón Balzar, que pretendía ampliar su territorio. Los habitantes de Germud, en su mayoría manabitas, se organizaron para defender su territorio y buscaron la creación oficial de la parroquia. Tras intensas gestiones y negociaciones, lograron que el Congreso Nacional aprobara la creación de la parroquia, con la condición de que se denominara "Pichincha", en honor a la provincia del senador Pedro Maldonado Tamayo, quien apoyó la iniciativa. El 16 de octubre de 1944, mediante el Decreto Ejecutivo Nº 490, se oficializó la creación de la parroquia Pichincha del cantón Bolívar.

### Cantonización
El 22 de junio de 1984, se iniciaron las gestiones para la cantonización de Pichincha, que en ese entonces era una parroquia rural del cantón Bolívar. Tras un proceso de dos años, el Congreso Nacional aprobó en segunda y definitiva instancia la creación del nuevo cantón. El 13 de mayo de 1986 se publicó en el Registro Oficial la creación del cantón Pichincha, consolidando así su autonomía administrativa y política.

## Territorio y límites
Pichincha tiene una extensión territorial de 1075,26 kilómetros cuadrados según los datos del INEC; sin embargo, de acuerdo con la información del Gobierno Municipal la extensión es de 1067,30 kilómetros cuadrados. El cantón tiene una parroquia urbana o cabecera cantonal, que es Pichincha, y dos parroquias rurales que son San Sebastián, y Barraganete.
Limita al norte con Chone, y El Carmen, al sur y al este con la provincia del Guayas, y al oeste con los cantones de Bolívar, Santa Ana, y Portoviejo.

## Población
Pichincha tiene 30.244 habitantes de acuerdo al último censo de población y vivienda realizado en el 2010, el crecimiento poblacional entre el año 2001 y 2010 ha sido del 0.98%.
El aporte poblacional del cantón en la provincia es de 2.20% se ubica en el décimo cuarto puesto entre los 22 cantones manabitas por el número de habitantes.

## Geografía
Pichincha se distingue por los cerros la Azucena. El más importante río que baña el cantón es el Daule, también existen otros ríos como el Mineral, Cañas, Solano, Carrizal, Come y Paga, Tachelillo, Calabozo, Conguillo, El Toro, Pescadillo, Ñause, Etc. 
Una buena parte de sus zonas bajas está comprendida en la presa Daule Peripa. Existen flora y fauna típica de la región, aunque muchas especies están en peligro de extinción.

## Turismo
El cantón es un destino turístico potencialmente ecológico, de acuerdo con el catastro del Ministerio de Turismo, Pichincha posee 20 destinos turísticos, de los cuales 10 son naturales, y 10 culturales.
Existen dos puertos formados en el embalse, uno es en Puerto Conguillo, y el otro Puerto Chorrillo, donde los visitantes pueden disfrutar de la navegación por gabarra, canoa y botes, y observar los islotes formados luego de la construcción de la represa Daule-Peripa, la flora y la fauna.
El río Daule es la reserva de agua dulce más importante del Ecuador, se puede realizar paseos en él.
En julio las fiestas del Cristo del Consuelo atraen año a año a miles de personas.

## Gastronomía
Los platos típicos son el bollo, el caldo y seco de gallina criolla, el hornado de cabeza de chancho. En este cantón se produce abundante almidón de yuca que es la base de la comida local.
En el Puerto Conguillo también se puede probar la tilapia frita, que pesca en la represa, es un plato que se lo considera típico, y se lo puede acompañar de una porción de arroz, patacones, y ensalada. Degustarlo frente a la inmensa reserva de agua es una experiencia muy gratificante.